# 拉巴特 (热尔省)
拉巴特（法語：Labarthe，法語發音：[labaʁt]）是法国热尔省的一个市镇，属于米朗德区。

## 地理
拉巴特（43°28'29"N, 0°34'48"E）面积6.46 平方千米，位于法国奧克西塔尼大區热尔省，该省份为法国西南部内陆省份，北起顺时针与洛特-加龙省、塔恩-加龙省、上加龙省、上比利牛斯省、大西洋比利牛斯省和朗德省接壤。
与拉巴特接壤的市镇（或旧市镇、城区）包括：克莱蒙-普伊吉耶斯、卢尔蒂-蒙布兰、马瑟布、普伊卢布兰、塞桑。

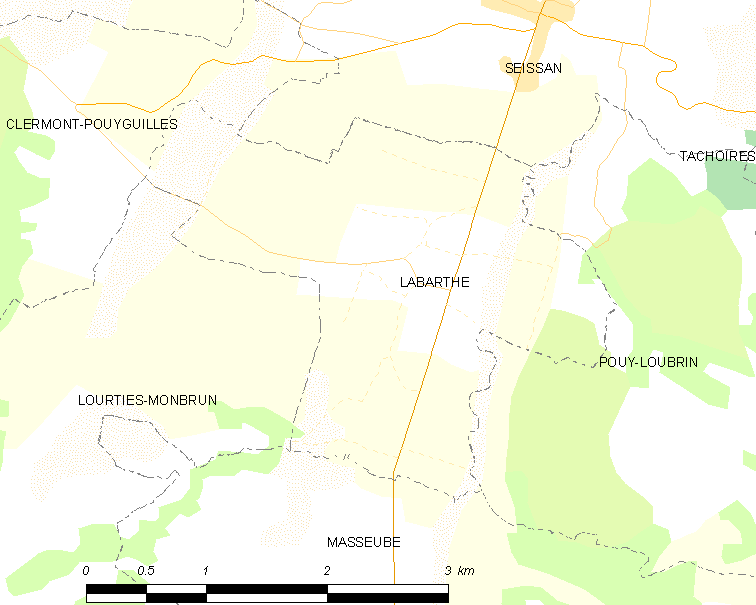
的OSM定位图

拉巴特的时区为UTC+01:00、UTC+02:00（夏令时）。

## 行政
拉巴特的邮政编码为32260，INSEE市镇编码为32169。

## 政治
拉巴特所属的省级选区为阿斯塔拉克-日莫讷县。

## 人口

1962-2008年间人口变化图示

拉巴特于2022年1月1日时的人口数量为147人。